# خان شاه عباسي (أهوان)
خان شاه عباسي (بالفارسية: کاروانسرای شاه‌عباسی) هو خان تاريخي يعود إلى عصر السلالة الصفوية، ويقع على بعد 26 كم من مدينة سمنان الإيرانية، على طريق سمنان إلى دامغان.